# 7820 Ianlyon
7820 Ianlyon è un asteroide della fascia principale. Scoperto nel 1990, presenta un'orbita caratterizzata da un semiasse maggiore pari a 2,3724461 au e da un'eccentricità di 0,2324253, inclinata di 2,29748° rispetto all'eclittica.